# ديفين نونيس
ديفين جيرالد نونيس (/ˈnuːnɛs/  من مواليد 1 أكتوبر 1973) هو رجل أعمال وسياسي أمريكي وهو الرئيس التنفيذي لمجموعة ترامب للإعلام والتكنولوجيا (TMTG). قبل استقالته من مجلس النواب والانضمام إلى المجموعة، كان نونيس أول ممثل للولايات المتحدة عن منطقة الكونجرس الحادية والعشرين في كاليفورنيا ثم منطقة الكونجرس الثانية والعشرين في كاليفورنيا من عام 2003 إلى عام 2022.
وبصفته عضوًا في الحزب الجمهوري، كان نونيس Mike Rogers Chairman, Permanent Select Committee on Intelligence, US House of Representatives ‏ من عام 2015 إلى عام 2019. وكان أيضًا عضوًا في الفريق الانتقالي للرئيس دونالد ترامب. كانت منطقة نونيس السابقة، المرقمة رقم 21 من عام 2003 إلى عام 2013 والمرتبة 22 بعد إعادة تقسيم الدوائر ‏، كانت في وادي سان هواكين وتضم معظم مقاطعة تولير الغربية وجزء كبير من مقاطعة فريسنو الشرقية.
وفي مارس/آذار 2017، بدأت لجنة الاستخبارات بمجلس النواب الأمريكي، التي كان يرأسها نونيس في ذلك الوقت، تحقيقًا في التدخل الروسي المحتمل في انتخابات الولايات المتحدة عام 2016. في فبراير 2018، أصدر نونيس علنًا مذكرة من أربع صفحات ‏ تزعم مؤامرة مكتب التحقيقات الفيدرالي ضد ترامب. بدأ نونيس بعد ذلك تحقيقًا مع مكتب التحقيقات الفيدرالي ووزارة العدل الأمريكية بزعم إساءة استخدام صلاحياتهما في محاولة لإيذاء ترامب. في يناير 2021، منح ترامب نونيس وسام الحرية الرئاسي.
قام باترسون وبريجز بتقسيم الأصوات في مقاطعة فريسنو، مما سمح لنونيس بالفوز بفارق أربع نقاط على باترسون، أقرب منافسيه. حصل نونيس على 46.5% من الأصوات في مقاطعة تولاري و28.1% من الأصوات في مقاطعة فريسنو. كما ساعد نونيس أيضًا الأداء القوي في الجزء الريفي من المنطقة. تم اعتماده من قبل مكتب مزرعة كاليفورنيا و The Fresno Bee . كانت المنطقة جمهورية بقوة، وحقق نونيس النصر في نوفمبر 2002. كان عمره 29 سنة.